# Fotbal Club Viitorul Constanța
Maillots
Le FC Viitorul Constanța est un club roumain de football, basé au stade municipal de Constanța et appartenant à Gheorghe Hagi.
Le club évolue notamment en première division entre 2012 et 2021, remportant le titre de champion en 2017 ainsi que la Coupe de Roumanie deux ans après.
En juin 2021, le club annonce sa fusion avec le Farul Constanta qui prend sa place en première division à partir de la saison 2021-2022.

## Identité visuelle

Logo jusqu'en 2017
Logo entre 2017 et 2020

## Bilan sportif

### Palmarès
| Compétitions nationales | Compétitions de jeunes |
| --- | --- |
| - Championnat de Roumanie de D1 - Champion (1) : 2017. - Championnat de Roumanie de D2 - Champion (1) : 2012. - Championnat de Roumanie de D3 - Champion (1) : 2010. - Coupe de Roumanie - Vainqueur (1) : 2019. - Supercoupe de Roumanie - Vainqueur (1) : 2019. - Finaliste (1) : 2017. | - Championnat de Roumanie des réserves : - Champion (2) : 2013, 2015. - Vice-champion (1) : 2014 - Championnat de Roumanie des -19 ans : - Champion (3) : 2014, 2015, 2016. - Championnat de Roumanie des -17 ans : - Champion (2) : 2015, 2016. - Championnat de Roumanie des -15 ans : - Champion (2) : 2010, 2013. - UEFA Youth League : - Meilleure performance : Huitième de finaliste en 2017. |

### Bilan européen
Note : dans les résultats ci-dessous, le score du club est toujours donné en premier.
| Saison    | Compétition         | Tour             | Club               | Domicile | Extérieur | Total |
| --------- | ------------------- | ---------------- | ------------------ | -------- | --------- | ----- |
| 2016-2017 | Ligue Europa        | Troisième tour Q | KAA La Gantoise    | 0 - 0    | 0 - 5     | 0 - 5 |
| 2017-2018 | Ligue des champions | Troisième tour Q | APOEL Nicosie      | 1 - 0    | 0 - 4 ap  | 1 - 4 |
| 2017-2018 | Ligue Europa        | Barrages Q       | Red Bull Salzbourg | 1 - 3    | 0 - 4     | 1 - 7 |
| 2018-2019 | Ligue Europa        | Premier tour Q   | Racing Luxembourg  | 0 - 0    | 2 - 0     | 2 - 0 |
| 2018-2019 | Ligue Europa        | Deuxième tour Q  | Vitesse Arnhem     | 2 - 2    | 1 - 3     | 3 - 5 |
| 2019-2020 | Ligue Europa        | Deuxième tour Q  | KAA La Gantoise    | 2 - 1    | 3 - 6     | 5 - 7 |

Légende
- Victoire ou qualification pour le tour suivant
- Match nul
- Défaite ou élimination de la compétition